# Ralf Conrad
Ralf Conrad (* 28. Februar 1949 in Münchberg) ist ein deutscher Biologe und ehemaliger Direktor am Max-Planck-Institut für terrestrische Mikrobiologie in Marburg.

## Leben
Conrad studierte Biologie an der Georg-August-Universität Göttingen, wo er 1973 sein Diplom erhielt. 1976 promovierte er in Mikrobiologie, ebenfalls an der Universität Göttingen. Als Postdoc arbeitete er von 1978 bis 1985 am Max-Planck-Institut für Chemie in Mainz, unterbrochen von einem Aufenthalt an der University of Wisconsin in 1983. Im Jahr 1985 erhielt er die venia legendi und nahm einen Ruf an die Universität Konstanz im Jahr 1986 an, an der bis 1990 als Professor für Mikrobiologie tätig war. 1991 wurde Ralf Conrad Direktor am frisch gegründeten Max-Planck-Institut für terrestrische Mikrobiologie in Marburg. Seit 1993 ist er auch Honorar-Professor für Mikrobiologie an der Philipps-Universität Marburg und seit 2006 an der China Agricultural University in Peking.

## Schaffen
Ralf Conrads Forschung konzentriert sich auf die Biogeochemie und die Mikrobiologie des Bodens. Er interessiert sich für die Rolle von Mikroorganismen im Austausch von wichtigen Treibhausgasen, wie Methan, Distickstoffmonoxid und Wasserstoff im Austausch zwischen Boden und Atmosphäre. Ein Hauptschwerpunkt seiner Arbeiten sind die mikrobiologischen und biogeochemischen Vorgänge in gefluteten Reisfeldern, die das Treibhausgas Methan in erheblichen Mengen ausstoßen.

## Ehrungen und Auszeichnungen
- 1997 Division N Lecture, American Society for Microbiology
- 2003 Francis E. Clark Distinguished Lectureship, Soil Science Society of America
- 1997 Division N Lecture, American Society for Microbiology 005 Fellow of the American Geophysical Union
- 1997 Division N Lecture, American Society for Microbiology 010 Einstein Distinguished Chair Professorship, Chinese Academy of Sciences